# Čchin-cung
Čchin-cung (čínsky pchin-jinem Qīnzōng, znaky 欽宗; 23. května 1100 – 14. června 1156), vlastním jménem Čao Chuan (čínsky pchin-jinem Zhào Huán, znaky zjednodušené 赵桓, tradiční 趙桓), z dynastie Sung v letech 1126–1127 vládl čínské říši Sung. Nastoupil po abdikaci jeho otce, císaře Chuej-cunga, během džürčenského vpádu do Číny. Po roce vlády při dalším útoku vojska džürčenské říše Ťin dobyla sungské hlavní město Kchaj-feng a zajala císaře i s celým dvorem. Čchin-cung byl zbaven císařské hodnosti a odvlečen do severního Mandžuska, kde dožil jako markýz Čung-chun.

## Život
Čchin-cung byl nejstarší syn sungského císaře Chuej-cunga a jedné z jeho vedlejších manželek příjmením Wang (王), posmrtně poctěné titulem císařovna Sien-kung (顯恭皇后, 1084–1108).
Na trůn nastoupil za dramatických okolností. Roku 1126 armády džürčenské říše Ťin zaútočily na říši Sung, přičemž postoupily až k sungskému hlavnímu městu Kchaj-fengu. Císař Chuej-cung pověřil Li kanga (李綱) řešením problémů s Džürčeny a odstoupil ve prospěch svého syna a následníka trůnu. Čchin-cungse však neukázal být schopným vůdcem, chybně se rozhodoval a nakonec odvolal Li Kanga v naději na mírová jednání. Džürčeni se o mír nezajímali a znova zaútočili, oblehli Kchaj-feng a 9. ledna 1127 metropoli dobyli. Císař padl do zajetí, stejně tak i jeho otec a desítky dvořanů a úředníků.
Čching-cung a jeho otec byli 20. března 1127 zbaveni hodností a titulů a poníženi do stavu prostých poddaných. Po několika týdnech, 13. května 1127, byl odeslán do severního Mandžuska. Ťinský císař udělil roku 1128 Čchin-cungovi a jeho otci nízké tituly, Čchin-cung se stal markýzem Čung-chun (重昏侯, doslova „těžce zmatený markýz“), Chuej-cung markýzem Chun-te (昏德侯, doslova „markýz zmatené ctnosti“).
Roku 1141, kdy probíhala mírová jednání mezi říšemi Ťin a Sung, ťinská vláda udělila Čchin-cungovi neutrálně znějící vyšší titul vévoda komandérie Tchien-šun (天水郡公), podle komandérie na horním toku řeky Wej, dnes v Kan-su). Chuej-cung současně (posmrtně) obdržel titul kníže komandérie Tchien-šun (天水郡王). Čchin-cung žil v mandžuském vyhnanství do roku 1156, kdy zemřel, přičemž Ťinům sloužil jako nástroj k tlaku na sungskou vládu.

## Rodina
Hodnost císařovny držela Čchin-cungova první manželka příjmením Ču (朱, 1102–1127), posmrtným jménem císařovna Žen-chuaj (仁懷皇后), která spáchala sebevraždu při dobytí Kchaj-fengu Džürčeny.
Synové a dcera Čchin-cunga:
- Čao Čchen (赵谌, 1117–?), od dubna 1126 korunní princ (皇太子, chuang-tchaj-c’)
- Čao Ťin (赵谨, 1127–?),
- Čao Sün (赵训, 1129–?),
- princezna Žou-ťia (柔嘉公主, 1121–?).